# Rogberga
Rogberga är kyrkbyn i Rogberga socken i Jönköpings kommun i Jönköpings län. Orten ligger nordväst om Tenhult intill riksväg 31/40/47. Från 2015 avgränsar SCB här en småort.
I orten finns Rogberga kyrka som byggdes på 1860-talet och ersatte en medeltida stenkyrka. Från 1200-talet finns bevarat en madonnabild och ett krucifix. Kyrkan skövlades när anföraren Albert Skeel passerade kyrkan under Kalmarkriget.